# Djidjarakatsí
Els Djidjarakatsí van ser una família de nakharark (nobles) d'Armènia que van governar la regió del Djidjarakat fins almenys el segle v.
L'any 421, a la mort d'Isdigerdes I els armenis van aprofitar la guerra civil entre Bahram V i Shapuh d'Armènia que buscaven el tron de l'Imperi Sassànida, per revoltar-se sota la direcció de Narses Djidjrakatsi i van expulsar les guarnicions perses, però els nakharark no es van avenir entre ells i cadascun va governar les seves terres durant uns tres anys.